# 北企集團
洛陽北方企業集團有限公司，簡稱北企集團，中國兵器裝備集團旗下公司，总部位于中国河南省洛陽市，是在1969年成立，前身為「国营曙光机械厂」或者「国营第五一一一厂」，最初是軍工產品，後來改建成為摩托車生產商。
其主要業務生產及研发摩托車產品等，其中合營公司的，洛阳北方易初摩托车有限公司，生產「大阳」品牌最多，其次是“洛嘉”、“达众”、“北翔”、“川井”、“星月”。現時董事長陳永強先生，總經理张宏任。